# Papyrusrohrsänger

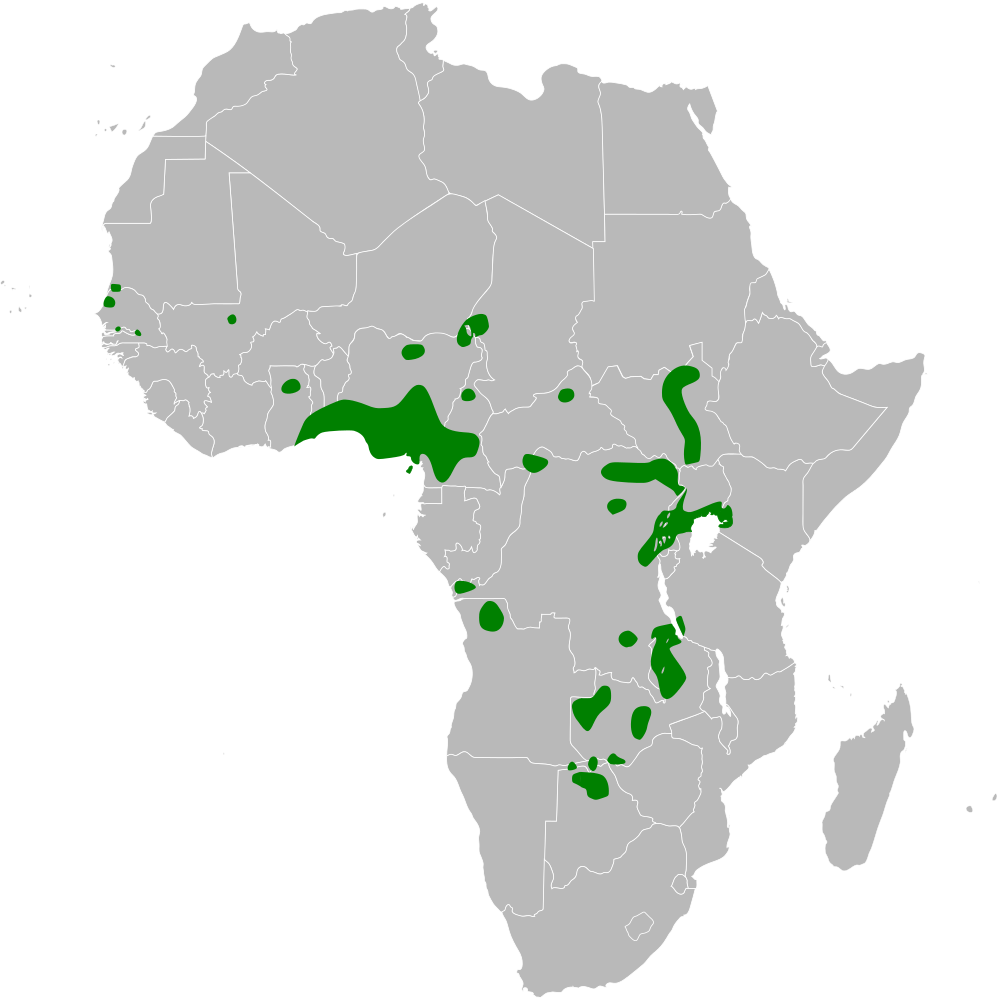
Verbreitung des Papyrusrohrsängers (Acrocephalus rufescens)

Der Papyrusrohrsänger (Acrocephalus rufescens) ist ein Singvogel aus der Gattung der Rohrsänger (Acrocephalus) und der Familie der Rohrsängerartigen (Acrocephalidae).
Die Art kommt als Standvogel verstreut im tropischen Teil Afrikas vor in
Angola, Botswana, Burundi, in der Demokratischen Republik Kongo, in Gabun, Ghana, Kamerun, Kenia, Mali, Mauretanien, Namibia, Nigeria, in der  Republik Kongo, in Ruanda, Senegal, Südsudan, Tansania, Togo, Uganda, Sambia, Simbabwe, Tschad und in der Zentralafrikanischen Republik vor.
Das Verbreitungsgebiet umfasst Schilfgebiete, Sümpfe, feuchtes Napiergras, Zuckerrohr und andere aufragende Wasserpflanzen von 600–2000 m Höhe.
Das Artepitheton kommt von lateinisch rufescere ‚rot werden‘.

## Merkmale
Die Art ist 16 bis 18 cm groß und wiegt zwischen 21 und 24 g. Sie ist größer als der Kaprohrsänger (Acrocephalus gracilirostris) und gleichmäßiger dunkel erdbraun auf der Oberseite mit Spuren von Rotbraun auf dem Rumpf. Die Flugfedern und oberen Flügeldecken sind dunkelbraun mit olivbrauner Berandung, der Schwanz ist oben dunkelbraun und auf der Unterseite grau. Der Bartstreif ist blass, der Überaugenstreif kurz und undeutlich. Die weiße Kehle geht in graubraune Unterseite über. Die Iris ist dunkel, der kräftige und große Schnabel dunkelbraun, der Unterschnabel ist gelblichbraun mit dunkler Spitze. Die Beine sind grau.
Die Geschlechter unterscheiden sich nicht, bei Jungvögeln ist die Färbung wärmer mit mehr gelbbraun auf der Oberseite.

## Geografische Variation
Es werden folgende Unterarten anerkannt:
- A. r. senegalensis Colston & Morel, 1985 – Senegal und Gambia
- A. r. rufescens (Sharpe &  Bouvier, 1877), Nominatform – Ghana bis Nordwesten der Demokratischen Republik Kongo
- A. r. chadensis (Alexander, 1907) – Tschad
- A. r. ansorgei (E. J. O. Hartert, 1906) – Nordwesten Angolas, Südsudan und Westkenia bis Nordostnamibia, Nordbotswana und Westsimbabwe

## Stimme
Der Gesang unterscheidet sich von dem anderer Rohrsänger, er wird als laut und kehlig, langsamer und rhythmisch, mit 1 bis 2 Sekunden langen variierten Strophen mit kurzen Pausen beschrieben „wer-ker-chi-chuk-chu-chuk-chuk“ oder „krup-krr-krr-krr, kikweu-kikweu-kikweu-kikweu, kieru-kwee-kwee-kwee“.

## Lebensweise
Die Nahrung besteht aus Insekten und kleinen Fröschen, die knapp über der Wasseroberfläche von den Pflanzenstängeln gepickt werden. Die Nestlinge werden mit Larven, kleinen Wasserinsekten und Kleinlibellen gefüttert.
Die Brutzeit liegt zwischen Mai und Juli im Senegal, zwischen April und Oktober in Nigeria, zwischen Oktober und Februar in Sambia und zwischen September und Dez in Botswana. Die Art ist ortständig und wohl monogam. Das Nest ist eine 4 bis 6 cm tiefe Tasse von 8 bis 9 cm Umfang aus Papyrus, Grashalmen und Schilfelementen, meist 1 bis 3,5 m über der Wasseroberfläche an aufstrebende Stängel oder Papyrusblüten angeheftet. Das Gelege besteht aus 2 bis 3 Eiern, die über 14 Tage bebrütet werden. Die Fütterung erfolgt durch beide Elternvögel.

## Gefährdungssituation und Bestand
Die Art wird wegen des sehr großen Verbreitungsgebietes von etwa 12.300.000 km² und der stabilen Bestände in der Roten Liste der IUCN als nicht gefährdet (Least Concern) eingestuft. Es werden keine Bedrohungen genannt.